# 딴섬
딴섬은 경기도 화성시 서신면 송교리에 속하는 섬으로, 미등록도서이다.

## 지리
섬은 비대칭 모양을 하고 있는데, 긴 쪽의 길이는 80m이고 짧은 쪽의 길이는 30m이다. 서쪽 해안에는 해식애가 발달하였고, 북동쪽으로 해변이 형성되어 있다. 섬을 이루는 암석은 운모편암 또는 흑운모호상편마암 및 엠피볼라이트이다.
2008년의 조사에서 식물은 총 15종이 확인되었다. 특히 섬의 80% 가량을 소나무 군락이 뒤덮고 있다. 무척추동물의 경우 갯고둥, 총알고둥, 갯강구, 고랑따개비, 풀게가 우점종이다. 이 밖에 해조류는 발견되지 않았다.